# Killzone: Shadow Fall
Killzone Shadow Fall — шутер від першої особи, розроблена компанією Guerilla Games та видана Sony Computer Entertainment та є шоста гра серії Killzone та четверта гра серії для домашніх консолей. Killzone Shadow Fall була випущена 15 листопада 2013 року стартовою грою для PlayStation 4 в Північній Америці та 29 в Європі події Shadow Fall проходять через 30 років після Killzone 3.  Shadow Fall розповідає про новий набір персонажів, ставлячи гравців у роль Лукаса Келлана, «маршала тіні», який розслідує зростаючу загрозу у безперервній війні між Вектою та Хелгастами.